# Узген (футбольний клуб)
«Узген» (кирг. Кара-Шоро) — киргизський футбольний клуб, який представляє с. Ала-Бука.

## Хронологія назв
- 2001: «Кара-Шоро» Узген
- 2004: ФК «Узген»
- 2005: «Кара-Шоро» Узген
- 2006: «Достук» Узген
- 2007: ФК «Узген»
- 2008: «Достук» Узген
- 2008: «Кара-Шоро» Узген
- 2025: «Узген»

## Історія
ФК «Достук» було засновано 2001 року в місті Узген, цього року в першій лізі чемпіонату Киргизстану в своїй групі команда посіла третє місце, а в 2002 році дебютувала в Топ-лізі, проте посіла останнє 10-те місце. У 2003 році клуб спочатку посів 7-ме місце в своїй групі та не кваліфікувався для участі в фінальній частині чемпіонату. В наступному 2004 році команда під назвою ФК «Узген» стартувала в Першій лізі, в групі Б2. В 2005 році під назвою «Кара-Шоро» продовжив виступи в Першій лізі, в якій посів останнє 4-те місце в своїй групі. У 2006 році знову стартував у Топ-лізі (Зона «Південь») та посів останнє 6-те місце і вилетів до Першої ліги чемпіонату Киргизстану. В 2007 році знову повернув собі назву ФК «Узген». Сезон 2008 року розпочав під назвою «Достук» (Узген), але в травні того ж року повернувся до назви «Кара-Шоро». В 2001, 2002, 2003, 2004, 2005, 2007, 2008 і 2009 роках клуб виступав у Кубку Киргизстану, де найкращим доссягненням став вихід до 1/4 фіналу в сезоні 2002 року.

## Досягнення
- Топ-ліга
  - 10-те місце (1): 2002

- Кубок Киргизстану
  - 1/4 фіналу (1): 2002

## Відомі гравці
- Баходир Абдирахманов
- Тохіржон Каїмов
- Ільхомжан Карабаєв
- Ойбек Нарматов
- Олимжан Номанов